# Coin Nord
Coin Nord - voluit Coin Nord de Mitsamiouli - is een Comorese voetbalclub in de plaats Mitsamiouli op het eiland Grande Comore. De club komt uit in de Premier League, de nationale voetbalcompetitie van de eilandengroep. Coin Nord speelt zijn thuiswedstrijden in het Stade International Saïd Mohamed Cheikh de Mitsamiouli, een stadion dat in vergelijking tot zijn naam maar weinig inhoud bevat. Het biedt plaats aan zo'n 2.000 toeschouwers.